# Campaea adsociaria
Campaea adsociaria är en fjärilsart som beskrevs av Moritz Balthasar Borkhausen 1794. Campaea adsociaria ingår i släktet Campaea och familjen mätare. Inga underarter finns listade i Catalogue of Life.